# HTC 원 X +
HTC 원 X +(HTC One X +)는 HTC 코퍼레이션에서 출시한 안드로이드 스마트폰으로, 원 X의 업그레이드 버전이며, 안드로이드 4.1.1젤리빈을 탑재하여 출시했다.

## 안드로이드4.1 젤리빈업그레이드
원 X +는 4.1.1 젤리빈을 탑재하여 출시했다.

## 경쟁 기종
- 삼성 갤럭시 노트 II
- LG 옵티머스 G
- 아이폰 5

## 같이 보기
- HTC 원 X
- HTC 휴대 전화 목록